# Араселі Арамбула
Арасéлі Арáмбула Жакс (ісп. Aracely Arámbula Jaques; нар. 6 березня 1975, Чіуауа, Чіуауа) — мексиканська акторка та співачка.

## Життєпис
Народилася 6 березня 1975 року у місті Чіуауа, столиці однойменного штату. 1994 року почала навчатися у Центрі художньої освіти (CEA) компанії Televisa і з'явилася в епізодичних ролях у серіалах «Бранка кохання» (1994) та «Акапулько, тіло і душа» (1995). 1996 року перемогла у конкурсі краси El Heraldo de México, після чого отримала одну з другорядних ролей у теленовелі «В полоні пристрасті» (1996). Наступного року з'явилася у серіалі «Пекло в маленькому містечку» з Веронікою Кастро та Гільєрмо Капетільйо. 1998 року виконала свою першу головну роль у молодіжній теленовелі «Мрійниці». Успішними стали головні ролі у серіалах «Обійми мене міцніше» (2001—2002) за участю Фернандо Колунги, Вікторії Руффо і Сесара Евори, та «Шляхи кохання» (2002—2003), де її партнерами стали Хорхе Салінас, Енріке Роча та Даніела Ромо. 2003 року її музичний альбом «Solo tuya» номінувався на Billboard Awards у категоріях Найкращий альбом, Найкращий дует та Найкраща регіональна мексиканська тема.
2009 року, після тривалої перерви, повернулася на телеекрани з подвійною роллю сестер-близнюків у теленовелі «Дике серце», де зіграла з Едуардо Яньєсом. 2013 року виконала головну роль у серіалі «Шефиня» виробництва компанії Telemundo. Наступного року продовжила співпрацю з Telemundo, зігравши головну роль у серіалі «Знедолені» за мотивами однойменного роману Віктора Гюго. 2016 року отримала головну роль у серіалі «Донья» (знову виробництва Telemundo) за мотивами роману «Донья Барбара» Ромуло Гальєгоса. У 2018 році вела кулінарне телешоу «Master Chef Latino». 2020 року, спеціально для другого сезону серіалу «Донья», спільно з Глорією Треві записала композицію «Soy tu obsesión».

## Особисте життя
У 2000—2003 роках Арамбула перебувала у стосунках зі співаком та актором Пабло Монтеро.
У 2005—2009 роках перебувала у фактичному шлюбі зі співаком Луїсом Мігелем. У пари народилися двоє синів  — Мігель (1 січня 2007) та Даніель (18 грудня 2008).
У 2012—2013 роках перебувала у стосунках з актором Себастьяном Рульї.

## Вибрана фільмографія
| Рік       |   | Українська назва                 | Оригінальна назва             | Роль                                                              |
| --------- | - | -------------------------------- | ----------------------------- | ----------------------------------------------------------------- |
| 1994      | с | Бранка кохання                   | Prisionera de amor            | епізод                                                            |
| 1995      | с | Акапулько, тіло і душа           | Acapulco, cuerpo y alma       | епізод                                                            |
| 1996      | с | В полоні пристрасті              | Cañaveral de pasiones         | Летисія Сіснерос                                                  |
| 1996—1997 | с | Жінка, випадки з реального життя | Mujer, casos de la vida real  | різні персонажі                                                   |
| 1997      | с | Пекло у маленькому містечку      | Pueblo chico, infierno grande | Леонарда Руан у юності                                            |
| 1997      | с | Душа не має кольору              | El alma no tiene color        | Майгаліда Рольдан                                                 |
| 1998—1999 | с | Мрійниці                         | Soñadoras                     | Жаклін де ла Пенья                                                |
| 1999      | с | Бунтівна душа                    | Alma rebelde                  | Марія-Елена Ернандес                                              |
| 2000—2001 | с | Обійми мене міцніше              | Abrázame muy fuerte           | Марія дель Кармен Кампусано / Марія дель Кармен Ернандес Альварес |
| 2002—2003 | с | Шляхи кохання                    | Las vías del amor             | Перла Гутьєррес Васкес                                            |
| 2009—2010 | с | Дике серце                       | Corazón salvaje               | Рехіна Монтес де Ока Рівера / Айме Монтес де Ока Рівера           |
| 2013      | с | Шефиня                           | La patrona                    | Габріела Суарес / Вероніка Дантес                                 |
| 2014—2015 | с | Знедолені                        | Los miserables                | Лусія Дюран Монтенегро (Луча)                                     |
| 2016—2020 | с | Донья                            | La doña                       | Альтаграсія Сандоваль Рамос                                       |
| 2018      | с | Володар неба                     | El señor de los cielos        | Альтаграсія Сандоваль Рамос                                       |
| 2022      | с | Мачуха                           | La madrastra                  | Марсія Сіснерос де Ломбардо / Маріса Джонс                        |

## Дискографія
Студійні альбоми
- Solo tuya (2002)
- Sexy (2005)
- Linea de oro (2007)

Сингли
- Niña y mujer	(2001)
- Miedo	(2001)
- Bla, bla, bla	(2001)
- Te quiero más que ayer (спільно з Palomo)	(2002)
- Ojalá	(2002)
- Sexy	(2005)
- Bruja	(2005)
- Maldita soledad	(2005)
- Arriba (спільно з DJ Kane)	(2005)
- Malas noticias (2020)

## Нагороди та номінації
El Heraldo de México
- 2001 — Найкраща акторка (Обійми мене міцніше).

TVyNovelas Awards
- 1999 — Номінація на найкращу жіночу роль — відкриття (Мрійниці).
- 2001 — Номінація на найкращу акторку (Обійми мене міцніше).
- 2001 — Номінація на найкращий поцілунок (спільно з Фернандо Колунга) (Обійми мене міцніше).
- 2003 — Номінація на найкращу акторку (Шляхи кохання).
- 2010 — Номінація на найкращу акторку (Дике серце).
- Номінація на найкращу лиходійку (Дике серце)

People en Español
- 2010 — Повернення року (Дике серце).
- 2013 — Найкраща акторка (Шефиня).

ACE Awards
- 2002 — Найкраща акторка у телепостановці (Обійми мене міцніше).